# いっしょにねようよ
『いっしょにねようよ』は、高尾滋による日本の漫画作品。白泉社の漫画雑誌『花とゆめ』にて、2008年13号から2011年23号まで連載された。
訳あって家から出奔した少女・宇佐美一子と、彼女が拾われてきた屋敷の住人との奇妙な同居生活を描いた作品。

## 登場人物
宇佐美一子（うさみ いちこ）
姉の子供を蹴飛ばしてしまったショックで家から出奔。行き倒れていたところを木戸古白に拾われ、彼の住む屋敷で同居生活を始めた少女。ある事情から子供の姿が見えなかったが後に解決。16歳の高校1年生。
木戸古白（きど こはく）
行き倒れていた一子を救った少年。常にお面を被っており、霊視能力を備える。自分が通う七ツ星学園高等部に一子を強引に転校させるなど、彼女に対して強い執着心を見せる。16歳の高校1年生。
谷春香（たに はるか）
木戸古白達と共同生活を送る少女。言葉遣いは粗いが明るく、自分の感情に素直な性格。古白とは幼馴染だが、彼の母親を嫌悪している。16歳の高校1年生。
藤博直哉（ふじひろ　なおや）
木戸古白達が住む屋敷の家主。谷春香の腹違いの兄。酒癖が悪い。古白たちの保護者役を務める。
緒方健（おがた たける）
木戸古白達と共同生活を送る男。藤博直哉の友人。古白、谷春香、井上努、そして一子が通う七ツ星学園の理事長を務める。春香の粗野な言動や過激な服装をいちいち論うなど、女性のあり方に対し独自の基準を持つ。離婚歴があり、前妻との間にもうけた幼い息子を伴って出勤している。
緒方寅次郎（おがた　とらじろう）
緒方健の息子。2歳。子供の姿が見えない一子のために、歩くと音が出る靴を履かされていた時期があった。
井上努（いのうえ　つとむ）
下宿人の一人。通称トム。無類の女好きで、一子に対し積極的に迫るが、いつも木戸古白と谷春香によって妨害される。16歳の高校1年生。

## 書誌情報
- 高尾滋 『いっしょにねようよ』 白泉社 〈花とゆめコミックス〉 全6巻
  1. 2008年11月19日発売 ISBN 978-4-592-18563-5
  2. 2009年12月18日発売 ISBN 978-4-592-18564-2
  3. 2010年6月18日発売 ISBN 978-4-592-19213-8
  4. 2011年2月18日発売 ISBN 978-4-592-19214-5
  5. 2011年8月19日発売 ISBN 978-4-592-19215-2
  6. 2012年2月20日発売 ISBN 978-4-592-19026-4